# Vinterkyss
Vinterkyss é um filme de drama norueguês de 2005 dirigido e escrito por Sara Johnsen. Foi selecionado como representante da Noruega à edição do Oscar 22006, organizada pela Academia de Artes e Ciências Cinematográficas.

## Elenco
- Kristoffer Joner
- Annika Hallin
- Linn Skåber
- Fritjof Såheim
- Michalis Koutsogiannakis
- Göran Ragnerstam